# Đông Thạnh, Thành phố Hồ Chí Minh
Đông Thạnh là một xã thuộc Thành phố Hồ Chí Minh, Việt Nam.

## Địa lý
Xã Đông Thạnh cách trung tâm huyện 4 km về phía đông, có vị trí địa lý:
- Phía đông giáp xã Nhị Bình huyện Hóc Môn và phường Thạnh Xuân Quận 12.
- Phía tây giáp xã Thới Tam Thôn và xã Tân Hiệp huyện Hóc Môn.
- Phía nam giáp phường Hiệp Thành, phường Thới An Quận 12.
- Phía bắc giáp xã Bình Mỹ huyện Củ Chi.

Xã có diện tích 12,83 km², dân số năm 2021 là 83.160 người,  mật độ dân số đạt 6.481 người/km².

## Giao thông
Nhiều tuyến đường chính chạy qua địa bàn xã, thuận lợi cho việc vận chuyển hàng hóa, giao lưu với các địa phương lân cận một cách nhanh chóng, thuận lợi:
- Đường Đặng Thúc Vịnh (Tỉnh lộ 9 cũ): rộng 30m với 6 làn xe nối từ thị trấn Hóc Môn qua cầu Rạch Tra đến huyện Củ Chi và thành phố Thủ Dầu Một.
- Đường Lê Văn Khương qua cầu Dừa đi cầu vượt Tân Thới Hiệp và quận Gò Vấp.
- Đường Bùi Công Trừng qua cầu Bà Năm đi đến xã Nhị Bình và Ngã 4 Ga
- Đường Trịnh Thị Dối (Hương lộ 80B cũ) đi đến Ngã tư Trung Chánh và cầu vượt An Sương.

Có 2 tuyến xe buýt đi qua địa bàn xã:
- Tuyến 78: Thới An - Đông Thạnh - Hóc Môn.
- Tuyến 58: Bến xe Ngã 4 Ga - Đông Thạnh - Bình Mỹ.

Về đường thủy: xã có nhiều kênh rạch nhỏ thuộc hệ thống sông Sài Gòn. Trong đó có kênh Rạch Tra chảy qua phía bắc xã, độ rộng trung bình từ 50 tới 80 m, nối liền sông Sài Gòn với sông Vàm Cỏ Đông. Tuyến giao thông thủy khá tấp nập lưu thông hàng hóa từ sông Sài gòn qua Củ chi, Bình Chánh.

## Hành chính
Xã Đông Thạnh được chia thành 7 ấp, đánh số từ 1 đến 7 với trung tâm xã nằm ở ấp 7.